# Lithophane disposita
Lithophane disposita är en fjärilsart som beskrevs av Morrison 1874. Lithophane disposita ingår i släktet Lithophane och familjen nattflyn. Inga underarter finns listade i Catalogue of Life.